# فونتيتشياري
فونتيتشياري (Fontechiari) هي بلدة ومدينة في مقاطعة فروسينوني ، بولاية لاتسيو في وسط إيطاليا . تقع المدينة في وادي كومينو ، ولها حدود مع بلديات أربينو ، وبروكوستيلا ، وكاسالفييري ، وبوستا فيبرينو ، وفيكالفي.

## روابط خارجية
- الموقع الرسمي
- Pro Loco باللغة الإيطالية